# Benvenuto Tisi

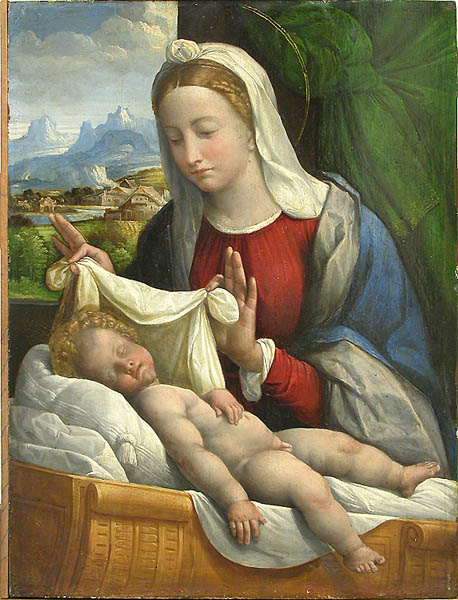
O Sono do Menino Jesus

Benvenuto Tisi ou Il Garofalo (1481 - 6 de Setembro de 1559) foi um pintor italiano do final do Renascimento / Maneirismo, da Escola de Ferrara. A carreira de Garofalo começou na Corte da Família Este.
Nascido em Ferrara, Tisi parece ter estudado com Domenico Panetti e talvez Lorenzo Costa e foi contemporâneo e às vezes colaborador de Dosso Dossi. Em 1495, trabalhou em Cremona com Boccaccino. Passou três anos em Roma e passou para um estilo mais clássico, como o de Giulio Romano. De 1550 até sua morte, ficou cego. Em 1520, Girolamo da Carpi foi seu aprendiz e trabalhou com ele em projetos em Ferrara, de 1530 a 1540.
Suas obras podem ser encontradas nos seguintes locais:
- Palazzo Colonna, em Roma
- Palazzo Sciarra
- Academia de Belas Artes (Veneza)
- Museus Capitolinos
- Museu de Capodimonte
- Pinacoteca de Brera